# A57(M)
A57(M) är en motorväg i Storbritannien. Motorvägen som även kallas Mancunian Way utgör en del i en ringled i Manchester och utgör den södra delen av Machesters inre ringled. A57(M) är 3,2 kilometer lång.